# Henry H. Goddard
Henry Herbert Goddard (Vassalboro, Maine, 14 de agosto de 1866 - Vineland, Nova Jersey, 18 de junho de 1957) foi um proeminente psicólogo norte-americano, eugenista e segregacionista durante o início do século XX.

## Carreira
Ele é conhecido especialmente por seu trabalho de 1912, The Kallikak Family: A Study in the Heredity of Feeble-Mindedness, que ele mesmo considerou falho por sua representação ahistórica da família titular e por ser o primeiro a traduzir o Teste de Binet-Simon em inglês em 1908 e distribuindo cerca de 22 000 cópias do teste traduzido nos Estados Unidos. Ele também introduziu o termo "idiota" para uso clínico.
Ele foi o principal defensor do uso de testes de inteligência em instituições sociais, incluindo hospitais, escolas, sistema legal e militares. Ele ajudou a desenvolver o novo tópico da psicologia clínica, em 1911 ajudou a escrever a primeira lei dos EUA exigindo que crianças cegas, surdas e deficientes intelectuais recebessem educação especial dentro dos sistemas de escolas públicas, e em 1914 tornou-se o primeiro psicólogo americano a testemunhar em tribunal que a inteligência subnormal deve limitar a responsabilidade criminal dos réus.

## Publicações
- The Kallikak Family: A Study in the Heredity of Feeble-Mindedness (1912)
- Standard method for giving the Binet test (1913)
- Feeble-Mindedness: Its Causes and Consequences (1914)
- School Training of Defective Children (1914)
- The Criminal Imbecile: An Analysis of Three Remarkable Murder Cases (1915)
- Mental Tests and the Immigrant (1917)
- Psychology of the Normal and Subnormal (1919)
- Human Efficiency and Levels of Intelligence (1920)
- Juvenile Delinquency (1921)
- Two Souls in One Body? (1927)
- School Training of Gifted Children (1928)
- How to Rear Children in the Atomic Age (1948)